# General Carneiro (Mato Grosso)
General Carneiro es un municipio brasilero del estado de Mato Grosso. Se localiza a una latitud 15º42'39" sur y a una longitud 52º45'19" oeste, estando a una altitud de 343 metros. Su población estimada en 2004 era de 4.371 habitantes.
Posee un área de 4146,91 km².